# Iglesia de San Andrés Apóstol (Legarda)
La iglesia de San Andrés Apóstol es un edificio de carácter religioso ubicado en Legarda, una localidad del municipio de Vitoria, en el País Vasco (España).

## Contexto
La Iglesia de San Andrés Apóstol se encuentra en Legarda, localidad ubicada en la falda del puerto de Arrato.Las primeras noticias que tenemos de la población datan de comienzos del siglo XII, en el documento de la Reja de San Millán. Además de la iglesia parroquial, bajo la advocación de San Andrés, la localidad contó con tres ermitas dedicadas a San Roque, San Antón y la Inmaculada Concepción, de las cuales sólo sobrevive en parte la segunda.

## Historia
La estructura de la iglesia, originariamente románica, del siglo XIII, está parcialmente escondida por las construcciones adosadas a su alrededor y las innumerables reformas que ha sufrido a lo largo del tiempo. El muro sur queda casi oculto por la casa cural y el pórtico cerrado. En el pórtico, la puerta de la iglesia es muy sencilla y sin decoración, más parecida a las portadas de los edificios civiles que a las de los religiosos. Se sabe que en torno al siglo XIV o siglo XV se desmanteló por completo la portada románica original. La primitiva cabecera románica fue desmantelada también en el siglo XV para realizar una ampliación gótica. En el exterior destaca la torre románica, uno de los casos más representativos de este tipo en territorio alavés.

## Descripción

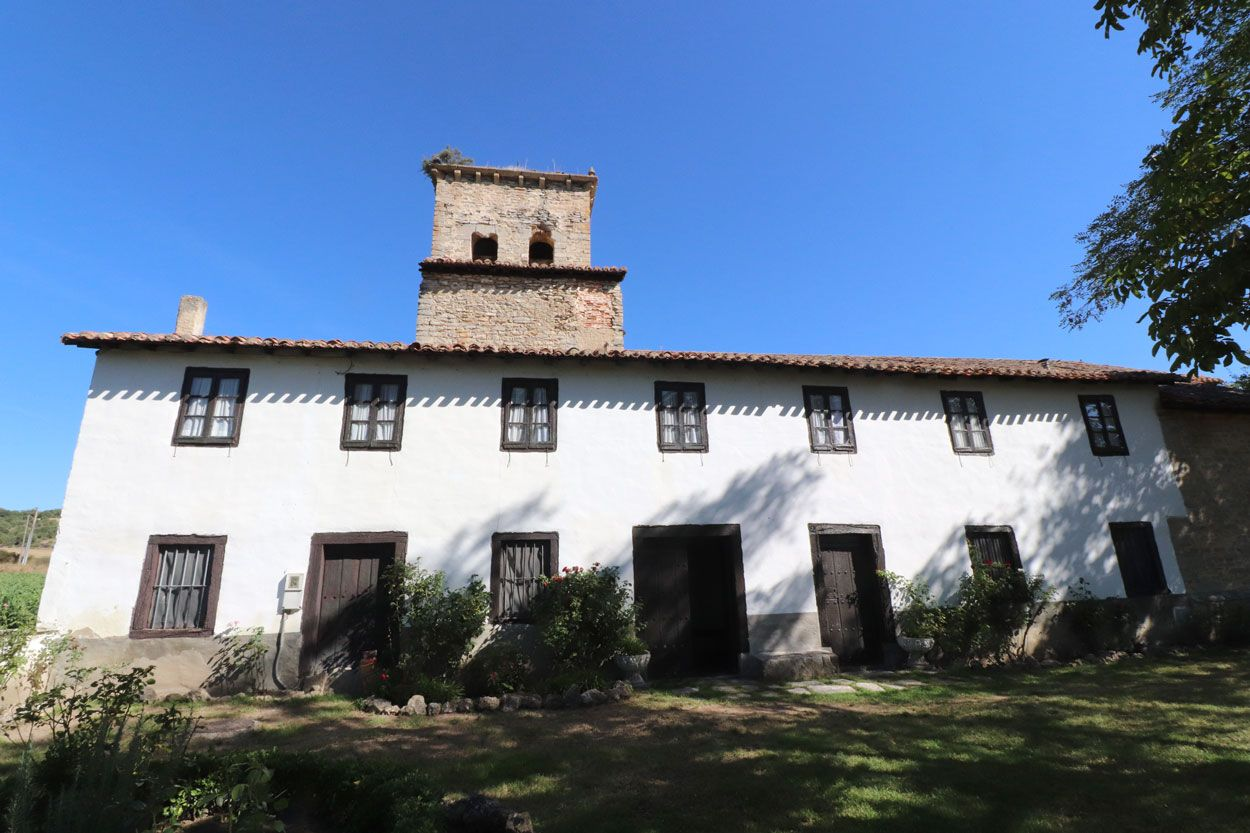
Iglesia de San Andrés Apóstol de Legarda

En el pórtico, la puerta de la iglesia es muy sencilla y sin decoración, más parecida a las portadas de los edificios civiles que a las de los religiosos. El interior del templo presenta planta de salón con cabecera recta y nave de tres tramos desiguales. A los pies de la nave se ubica la pila bautismal, posiblemente románica, con la copa lisa sostenida por cuatro columnas.

El retablo mayor es rococó, realizado entre 1774 y 1779, pintado de blanco y luego dorado. En él se sitúan las imágenes de San Andrés, San Pedro, San Pablo y Cristo Crucificado. Dos retablos laterales levantados en 1689.

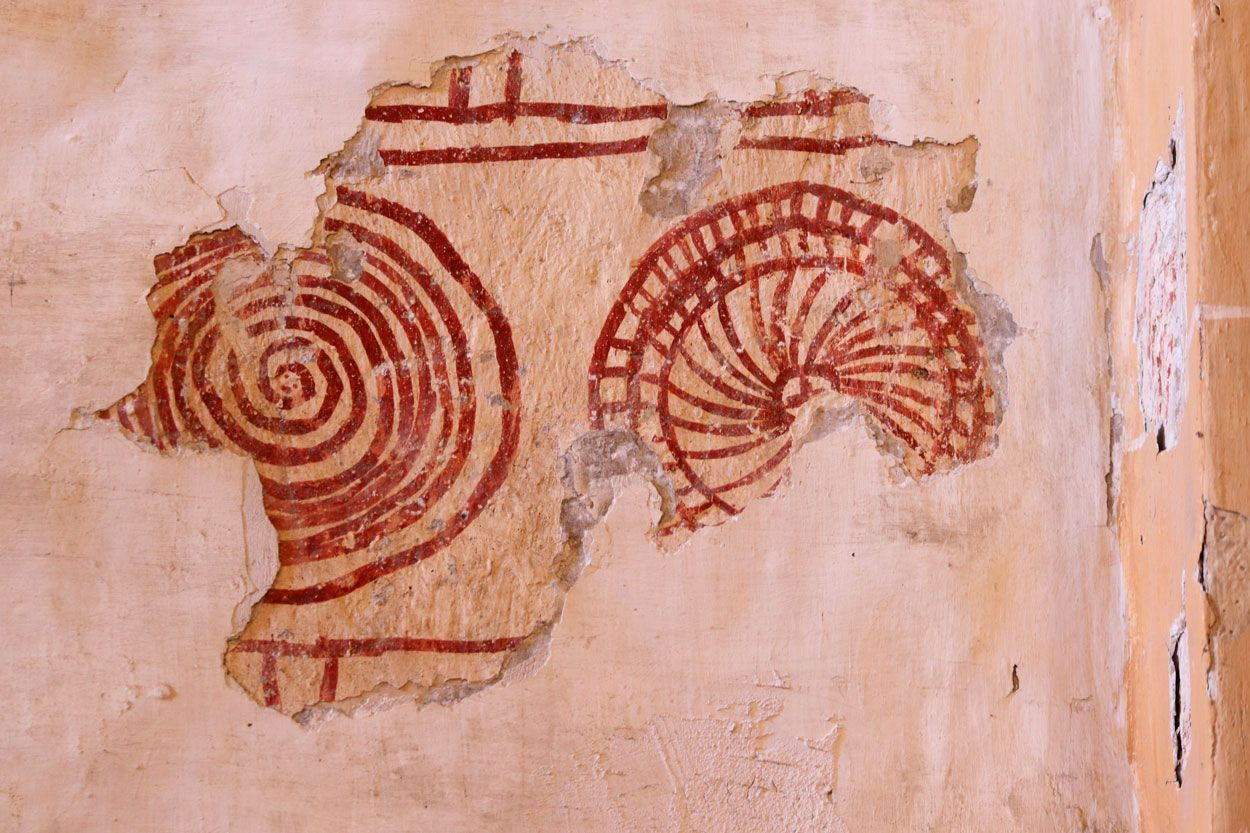
Pintura mural en el interior de la iglesia de San Andrés Apóstol de Legarda

La eliminación parcial del encalado de los muros, realizada hace décadas, puso al descubierto la existencia de pinturas murales de cronología medieval. Una serie de catas realizadas por todo el templo en los años noventa permitieron apreciar algunos detalles y motivos decorativos. Se trata de un tipo de pintura mural sencilla, de tonos rojizos, un tipo de recubrimiento que tuvo mucha presencia en territorio alavés. Sobre una base de despiece de sillares en color rojo se vislumbran otros motivos decorativos de carácter geométrico y elementos simulando arquitectura o motivos circulares como ruedas y espirales.